# Boophis doulioti
Boophis doulioti és una espècie de granota de la família dels mantèl·lids endèmica de Madagascar.